# Tsunami
|  | Per a altres significats, vegeu «Tsunami (desambiguació)». |

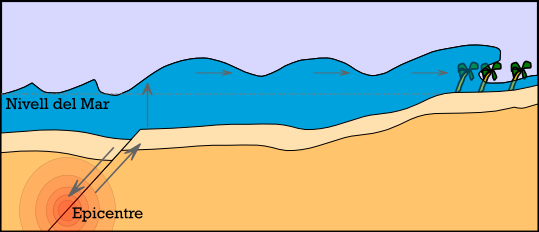
Esquema d'un tsunami

Un tsunami (en japonès 津波 , 'ona de port'; kunrei-shiki: tunami) és una sèrie d'ones massives que poden tenir lloc després d'un terratrèmol, activitat volcànica, esllavissaments submarins, impactes de meteorits en el mar, o fins i tot grans trossos d'illa esllavissant-se al mar. En el cas més freqüent, els moviments tectònics, els tsunamis són importants a partir de terratrèmols de magnitud de més de 6,4 en l'escala de Richter i són molt devastadors a partir de la magnitud 7 en l'escala de Richter. Els megatsunamis són els tsunamis més potents i devastadors. El Japó, per la seva ubicació geogràfica, és el país més colpejat pels tsunamis.

## Descripció física del fenomen
Es tracta d'un seguit d'onades al mar causades per una ona de gran període T (entre 5 i 60 minuts) i de longitud d'ona L molt llarga (fins a 800 km). A alta mar tenen una altura d'ona H molt baixa (difícilment més de 3 m), de manera que es tracta d'ones extremadament planes i són difícilment apreciables a alta mar.
Com que la profunditat (o calat) del mar h és molt petita en comparació de la longitud d'ona dels tsunamis, es pot fer l'aproximació d'aigües somes en la teoria lineal de la hidrodinàmica, de manera que són vàlides les següents relacions entre la celeritat de propagació del tsunami c i el flux d'energia Eg.
{\displaystyle c={\frac {L}{T}}={\sqrt {g\cdot h}}}
{\displaystyle Eg={\frac {1}{8}}\cdot d\cdot g^{3/2}\cdot H^{2}\cdot h^{1/2}}
on d és la densitat de l'aigua i g l'acceleració de la gravetat.
D'aquestes fórmules se'n desprenen dues coses:
1. Que l'energia transportada per un tsunami és elevadíssima, i si no es dissipa (i aquesta és una altra característica dels tsunamis), pot causar greus destrosses a les zones costaneres.
2. La velocitat de propagació dels tsunamis és elevadíssima. Per una profunditat normal en els oceans (4000 m), la velocitat dels tsunamis és de 713 km/h. Això significa que si es detecta un tsunami, es disposa de molt poc temps per prendre mesures a la zona de la costa.

A mesura que una onada es troba amb calats menys profunds (quan s'acosta a la costa), i mentre l'onada encara no ha trencat, existeix un procés d'augment de l'altura de l'onada que es pot descriure mitjançant l'equació de l'energia escrita més amunt (l'energia s'ha de conservar quan el calat h va disminuint). Aquest efecte, conegut com a shoalling, és el que fa créixer l'altura dels tsunamis dels no més de 3 metres a alta mar fins a més de 25 m al costat de la costa. Mentrestant, la velocitat de l'onada va disminuint.
La teoria lineal assegura que l'energia de les ones roman constant mentre aquestes no trenquin. El procés de ruptura de les onades és un procés complicat pel qual l'ona perd simetria i comença a dissipar energia quan el calat i l'altura de l'onada són del mateix ordre de magnitud (hi ha diverses teories sobre la relació H/h: McCowan, Weggel, Goda, etc.).
Es distingeixen quatre tipus de ruptura de les onades segons el seu número d'Iribarren, que depèn fonamentalment de la relació H/L o peralt de l'onada. Pel cas dels tsunamis, donat que L és extremadament gran comparada amb H, la forma de ruptura és en oscil·lació (o surging) que és la ruptura típica de les onades menys peraltades (típicament, baixes i planes i només planes en el cas dels tsunamis): l'aigua puja i baixa pel pla inclinat d'una platja sense gaires turbulències. És per tant la forma de ruptura menys eficient des del punt de vista de la dissipació d'energia.
D'aquesta manera, els tsunamis comencen a dissipar energia molt a prop de la costa i d'una forma molt poc eficient. El tipus de ruptura fa que el tsunami penetri literalment a la terra, devastant tot el que troba i causant gran destrucció al llarg de tota la costa. La manca de mecanismes altament dissipatius (com les turbulències o els col·lapses) fa que la distància que penetren terra endins sigui aproximadament de centenars de metres o inclús quilòmetres, de manera que el tsunami és percebut més aviat com una gran riuada més que com una gran onada. Un cop l'onada ha penetrat, el mar torna al seu lloc tornant a devastar per segona vegada tot el paisatge costaner.
Abans de l'arribada del tsunami a la costa, el nivell de l'aigua del mar comença a descendir considerablement (és que ja ha arribat la vall de l'onada). Quan hom es troba a la platja i detecta un descens que no es correspon amb la marea, hauria d'avisar a tots els banyistes i refugiar-se al cim del turó més proper. Si hom rep un avís de tsunami quan es troba navegant el més segur que pot fer és anar a alta mar on ni tan sols apreciarà el tsunami.

## Altres tipus de tsunamis

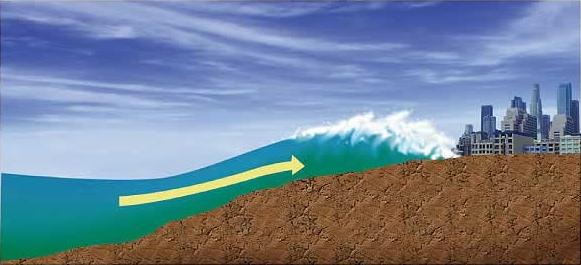
Un tsunami apropant-se a la costa. Un declivi menys accentuat fa que les onades d'un tsunami perdin força i alçada.

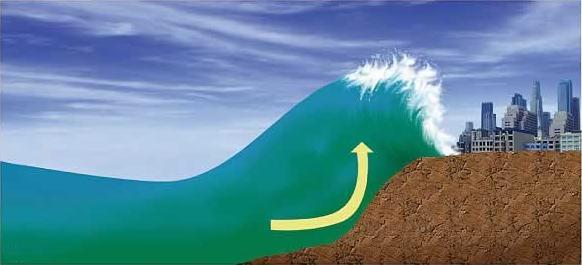
Un declivi amb més profunditat fa que les onades d'un tsunami siguin més altes i potencialment destructives.

Hi ha altres mecanismes generadors de sismes submarins menys corrents que també poden produir-se per erupcions volcàniques, esllavissades de terra, meteorits o explosions submarines. Aquests fenòmens poden produir onades enormes, molt més altes que les dels sismes submarins corrents. Es tracta dels anomenats megastsunamis, terme que, si bé no és científic, pot usar-se de forma poc rigorosa per referir-se als tsunamis generats per causes no tectòniques. De totes aquestes causes alternatives, la més comuna és la de les esllavissades de terra produïts per erupcions volcàniques explosives, que poden enfonsar illes o muntanyes senceres al mar en qüestió de segons. També hi ha la possibilitat de despreniments naturals tant en la superfície com sota d'ella. Aquest tipus de sismes submarins difereixen dràsticament dels tsunamis tectònics.
En primer lloc, la quantitat d'energia que intervé. Hi ha el terratrèmol de l'oceà Índic de 2004, amb una energia desenvolupada d'uns 32.000 MT. Només una petita fracció d'aquesta es traspassarà al sisme submarí. Per contra, un exemple clàssic de megatsunami seria l'explosió del volcà Krakatoa, l'erupció va generar una energia de 300 MT. Això no obstant, es va mesurar una altitud en les onades de fins a 50 m, molt superior a la de les mesures pels sismes submarins de l'oceà Índic. La raó d'aquestes diferències rau en diversos factors. D'una banda, el major rendiment en la generació de les ones per part d'aquest tipus de fenòmens, menys energètics però que transmeten gran part de la seva energia al mar. En un sisme, la major part de l'energia s'inverteix a moure les plaques. Però, tot i així, l'energia dels tsunamis tectònics segueix sent molt més gran que la dels megatsunamis. Una altra de les causes és el fet que un sisme submarí tectònic distribueix la seva energia al llarg d'una superfície d'aigua molt més gran, mentre que els megatsunamis parteixen d'un succés molt puntual i localitzat. En molts casos, els megatsunamis també pateixen una major dispersió geomètrica, degut justament a l'extrema localització del fenomen. A més, solen produir-se en aigües relativament poc profundes de la plataforma continental. El resultat és una onada amb molta energia en amplada superficial, però de poca profunditat i menor velocitat. Aquest tipus de fenòmens són increïblement destructius a les costes properes al desastre, però es dilueixen amb rapidesa. Aquesta dissipació de l'energia no només es dona per una major dispersió geomètrica, sinó també perquè no solen ser onades profundes, la qual cosa comporta turbulències entre la part que oscil·la i la que no. Això comporta que la seva energia disminueixi força durant el trajecte.

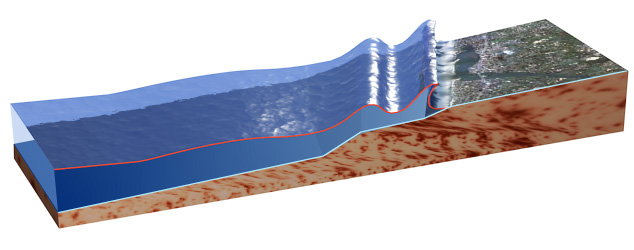
Recreació gràfica d'un sisme submarí aproximant-se a la costa.

L'exemple típic, i més cinematogràfic, del megatsunami és el causat per la caiguda d'un meteorit en l'oceà. En cas d'ocórrer tal cosa, es produirien ones corbes de gran amplitud inicial, bastant superficials, que sí que tindrien dispersió geomètrica i dissipació per turbulència, de manera que, a grans distàncies, potser els efectes no serien tan perjudicials. Una vegada més els efectes estarien localitzats, sobretot, en les zones properes a l'impacte. L'efecte és exactament el mateix que el de llançar una pedra a un estany. Evidentment, si el meteorit fos prou gran, donaria igual com de lluny es trobés el continent de l'impacte, ja que les onades l'arrasarien de totes formes amb una energia inimaginable. Sismes submarins apocalíptics d'aquesta magnitud van haver de produir-se fa 65 milions d'anys quan un meteorit va caure en l'actual península de Yucatán. Aquest mecanisme generador és, sens dubte, el més rar de tots, de fet, no es tenen registres històrics de cap onada causada per un impacte.
Alguns geòlegs especulen que un megatsunami podria produir-se en un futur proper (en termes geològics) quan es produeixi un lliscament en el volcà de la part inferior de l'illa de La Palma, a les Illes Canàries. Això no obstant, encara que existeix aquesta possibilitat (de fet algunes valls de Canàries, com el de Güímar (Tenerife) o el del Golf (El Hierro) es van formar per episodis geològics d'aquest tipus), no sembla que això pugui passar a curt termini, sinó dins de centenars o milers d'anys. Aquesta especulació ha causat una certa polèmica, sent tema de discussió entre diferents geòlegs. Un sisme submarí és un perill per al lloc on es trobi o s'origini, però també aquest fenomen té avantatges cap al nostre planeta...

## Sistemes d'avís
Moltes ciutats al voltant del Pacífic, sobretot a Mèxic, Japó, Equador, el Perú, Xile i Hawaii, disposen de sistemes d'alarma i plans d'evacuació en cas d'un sisme submarí perillós. Diversos instituts sismològics de diferents parts del món es dediquen a la previsió de sismes submarins, i l'evolució d'aquests és monitoritzada per satèl·lits. El primer sistema, bastant rudimentari, per alertar de l'arribada d'un sisme submarí va ser posat a prova a Hawaii a la dècada de 1920. Posteriorment es van desenvolupar sistemes més avançats a causa dels sismes submarins l'1 d'abril de 1946 i el 23 de maig de 1960, que van causar una gran destrucció a Hilo (Hawaii). Els Estats Units van crear el Centre de Prevenció de tsunamis al Pacífic (Pacific Tsunami Warning Center) el 1949, que va passar a formar part d'una xarxa mundial de dades i prevenció en 1965.

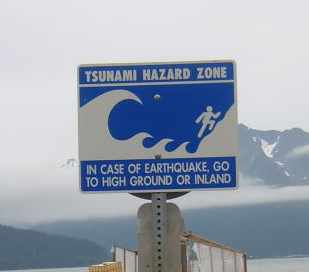
Senyal que avisa del perill de sisme submarí, a la península de Seward, Alaska.

Un dels sistemes per a la prevenció de sismes submarins és el projecte CREST (Consolidated Reporting of Earthquakes and Seaquakes) (Informació Consolidada sobre terratrèmols i sismes submarins), que és utilitzat en la costa oest nord-americana (Cascadia), a Alaska i Hawaii pel United States Geological Survey (Centre d'Estudis Geològics dels Estats Units), la National Oceanic and Atmospheric Administration (l'Administració Nord-americana Oceànica i Atmosfèrica), la xarxa sismogràfica del nord-est del Pacífic i altres tres xarxes sísmiques universitàries.
La predicció de sismes submarins continua sent poc precisa. Encara que es pot calcular l'epicentre d'un gran terratrèmol subaquàtic i el temps que pot trigar a arribar un sisme submarí, és gairebé impossible saber si hi ha hagut grans moviments del sòl marí, que són els que produeixen sismes submarins. Com a resultat de tot això, és molt comú que es produeixin alarmes falses. A més, cap d'aquests sistemes serveix de protecció contra un sisme submarí imprevist.
Malgrat tot, els sistemes d'alerta no són eficaços en tots els casos. De vegades el terratrèmol generador pot tenir el seu epicentre molt prop de la costa, de manera que el lapse entre el sisme i l'arribada de l'ona serà molt reduït. En aquest cas, les conseqüències són devastadores, ja que no es compta amb temps suficient per evacuar la zona i el terratrèmol per si mateix ja ha generat una certa destrucció i caos previs, el que fa que resulti molt difícil organitzar una evacuació ordenada. Aquest va ser el cas del sisme submarí de l'any 2004, ja que, tot i disposar d'un sistema adequat d'alerta a l'oceà Índic, aquesta zona no hagués escapat del desastre.

## Causes dels tsunamis
Com ja s'ha esmentat, els terratrèmols són la gran causa dels tsunamis. Perquè un terratrèmol origini un sisme submarí, el fons marí ha de ser mogut abruptament en sentit vertical, de manera que l'oceà és impulsat fora del seu equilibri normal. Quan aquesta immensa massa d'aigua tracta de recuperar el seu equilibri, es generen les onades. La grandària del tsunami estarà determinada per la magnitud de la deformació vertical del fons marí. No tots els terratrèmols generen tsunamis, sinó només aquells de magnitud considerable (primera condició), que ocorren sota el terra marí (segona condició) i que siguin capaços de deformar (tercera condició). Si bé qualsevol oceà pot experimentar un sisme submarí, és més freqüent que ocorrin en l'oceà Pacífic, les marees són més comunament seient de terratrèmols de magnituds considerables (especialment les costes de Xile, el Perú i Japó). A més, el tipus de falla que ocorre entre les plaques de Nazca i Sud-americana, anomenada de subducció ", és a dir, que una placa es va lliscant sota l'altra, fan més propícia la deformitat del fons marí i, per tant, el sorgiment dels sismes submarins.
Malgrat el que s'ha dit anteriorment, s'han registrat tsunamis devastadors en els oceans Atlàntic i Índic, així com en el mar Mediterrani. Un gran sisme submarí va acompanyar els terratrèmols de Lisboa el 1755, el del Pas de Mona de Puerto Rico el 1918, i el de Grand Banks del Canadà en 1929.
Les allaus, erupcions volcàniques i explosions submarines poden ocasionar tsunamis que solen dissipar ràpidament, sense arribar a provocar danys en els seus marges continentals.

## Tsunamis històrics

### 1650 aC - Santorini
Entre 1650 aC i 1600 aC (la data exacta encara es debat) va haver-hi un tsunami engendrat per una gran explosió a l'arxipèlag volcànic de Santorini. L'explosió, d'origen volcànic, va ser precedida d'un fort terratrèmol i va destruir completament l'antiga ciutat de Tera. El subsegüent tsunami arribà a la costa nord de Creta, a 70 km, i en va destruir literalment la costa, on habitava l'antiga civilització minoica. Es creu que l'explosió del Santorini fou molt superior a la del Krakatoa.
Probablement, la dramàtica destrucció de la civilització Minoica fou la font de Plató pel mite de l'Atlàntida. També es creu que aquest tsunami podria haver estat la base dels episodis de grans inundacions descrites en diversos textos jueus, cristians o islàmics.

### 1755 - Lisboa

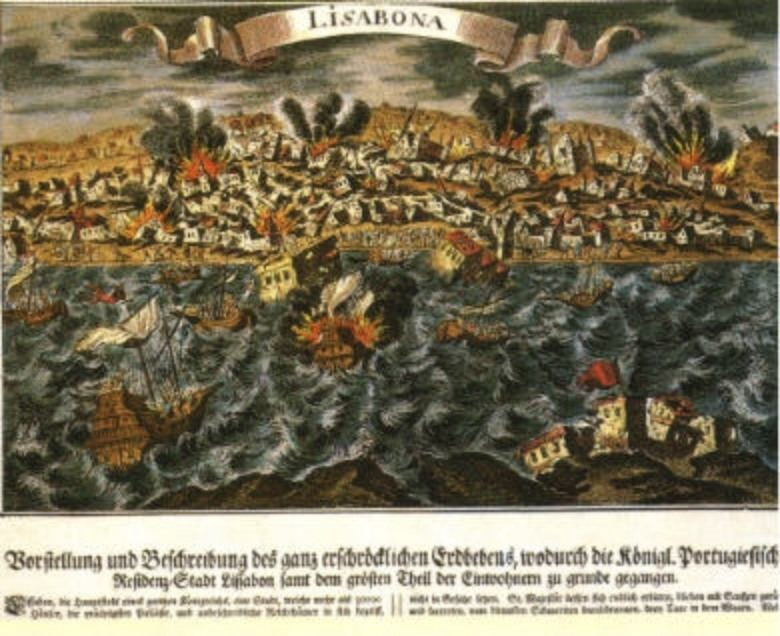
Tsunami de Lisboa de 1755

Després del terratrèmol de Lisboa de 1755 molts supervivents es dirigiren a la costa creient que era la zona més segura, ja que es protegien dels incendis i la pluja d'escombralls. Des d'allí, observaren la típica retirada de les aigües mar endins precedent a l'arribada de les grans ones d'un tsunami, que deixà al descobert algunes mercaderies i vaixells enfonsats. Entre el terratrèmol, els incendis i el tsunami, es calcula que van morir prop de 60.000 persones, més d'un terç de la població abans de l'episodi.

### 1883 - Krakatoa
El 27 d'agost de 1883 a les deu i cinc (hora local), el volcà Krakatoa a Indonèsia explotà violentament, col·lapsant l'enorme cambra volcànica juntament amb aproximadament el 45% de l'illa que l'allotjava, va produir una ona d'entre 15 i 35 metres d'altura, segons les zones, i va posar fi a la vida d'aproximadament 20.000 persones.
De l'explosió i el col·lapse es generarà un tsunami que posà fi a la vida de més de 35.000 persones. Les costes més afectades foren les de Java i Sumatra si bé els efectes del tsunami van arribar a bona part de la costa de l'oceà Índic.

### 1908 - Messina
La matinada del 28 de desembre de 1908 es va produir un terrible terratrèmol a les regions de Sicília i de Calàbria, al sud d'Itàlia. Va anar acompanyat d'un tsunami que va arrasar completament la ciutat de Messina, a Sicília.
La ciutat va quedar totalment destruïda i va haver de ser reconstruïda al mateix lloc. Es calcula que varen morir prop de 70.000 persones a la catàstrofe (200.000 segons estimacions de l'època). La ciutat comptava llavors amb uns 150.000 habitants. També la ciutat de Regio Calabria, situada a l'altre costat de l'estret de Messina, va patir importants conseqüències. Varen morir unes 15.000 persones, sobre una població total de 45.000 habitants.

### 1946 - Tsunami al Pacífic
Un terratrèmol al Pacífic va provocar un violent tsunami que va acabar amb 165 vides a Hawaii i Alaska. El tsunami va fer que els estats de l'àrea del Pacífic creessin un sistema d'alerta de tsunamis en funcionament des de 1949.

### 1960 - Xile

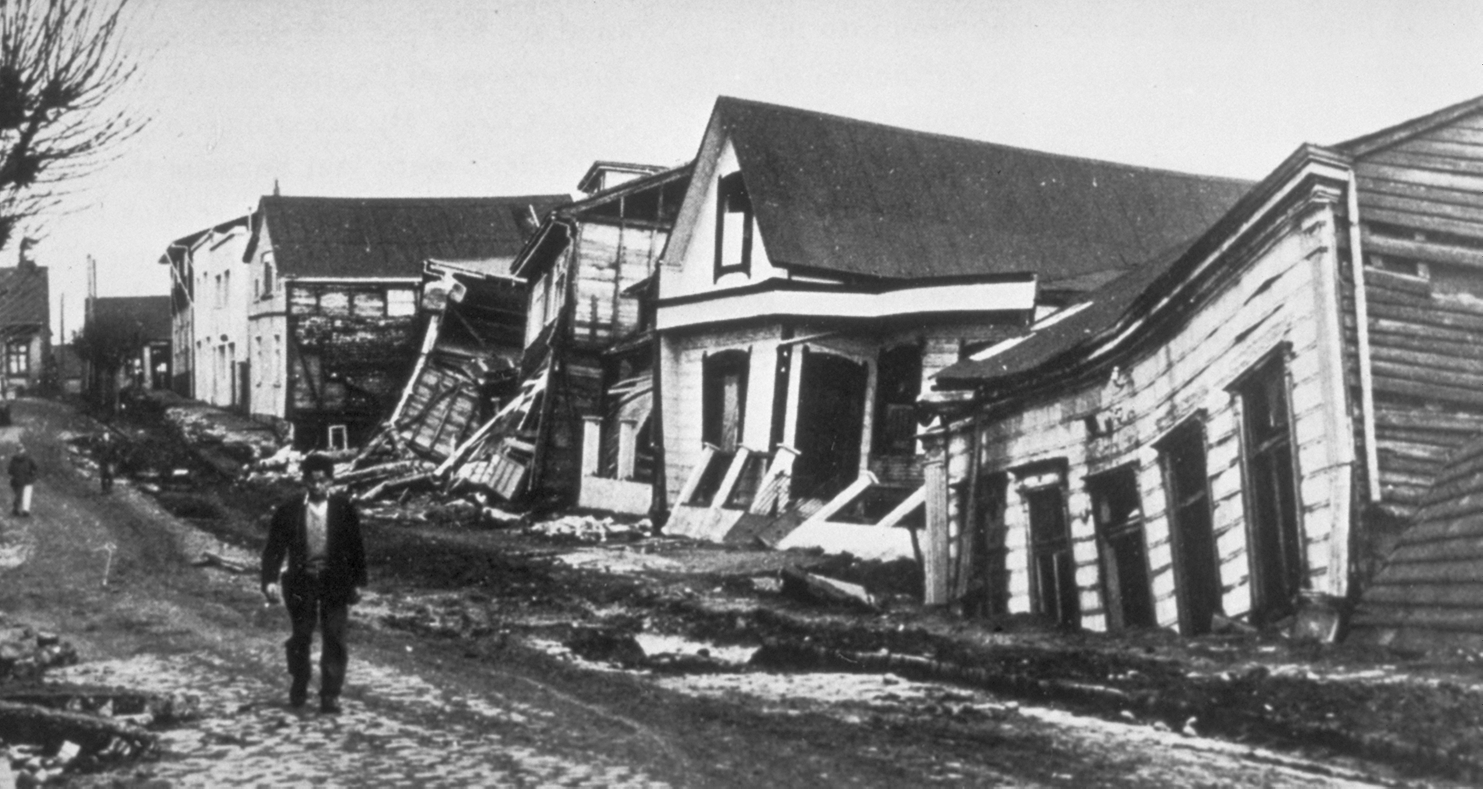
Vista d'un carrer al centre de Valdivia després del sisme submarí del 22 de maig de 1960

El gran terratrèmol de Xile del 1960, de magnitud 9.5 (la major mai registrada) va generar un dels tsunamis més destructius del segle xx. Va estendre's en tota l'àrea de l'Oceà Pacífic, des de les costes de Sud Amèrica fins a les del Japó, on les onades arribaren gairebé 22 hores després. El nombre de defuncions causades pel terratrèmol i el subsegüent tsunami s'estima entre 490 i 2.290.
El gran terratrèmol de Xile del 1960, ocorregut el 22 de maig de 1960, és el sisme de major intensitat registrat per sismògrafs. Es va produir a les 07:11 UTC (en començar el dia, segons l'hora local), va tenir una magnitud de 9,5 en l'escala de Richter i de XI a XII a l'escala de Mercalli, i va afectar el sud de Xile. El seu epicentre es va localitzar en Valdivia, als 39,5º de latitud sud i a 74,5º de longitud oest, l'hipocentre es va localitzar a 6 km de profunditat, aproximadament 700 km al sud de Santiago. El sisme va causar un sisme submarí que es va propagar per l'oceà Pacífic i va devastar Hilo (Hawaii) a 10.000 km de l'epicentre, va arribar al Japó, on les onades arribaren gairebé 22 hores després. També va afectar les regions costaneres de Amèrica del Sud. El nombre total de víctimes fatals causades per la combinació de terratrèmol-sisme submarí s'estima en 3.000.
Minuts després, un sisme submarí va arrasar el poc que quedava en peu. La mar va tirar enrere durant alguns minuts, durant els quals la gent va pensar que el perill havia passat, i en comptes d'allunyar-se van caminar cap a les platges, recollint peixos, mol·luscos i altres residus marins. Després una gran ona es va aixecar emportant-se al seu pas cases, animals, ponts, vaixells i, per descomptat, moltes vides humanes.
Com a conseqüència del terratrèmol es van originar sismes submarins que van arrasar les costes del Japó (142 morts i danys per 50 milions de dòlars), Hawaii (61 morts i 75 milions de dòlars en danys), Filipines (32 víctimes i desapareguts). La costa oest dels Estats Units també va registrar un sisme submarí, que va provocar danys per més de mig milió de dòlars nord-americans.

### 1964 - Alaska
Després del gran terratrèmol d'Alaska, de magnitud 9.2, un tsunami va colpejar les costes d'Alaska i en general bona part de la costa oest de Nord-amèrica, matant 122 persones.

### 1993 - Hokkaido
Un tsunami imprevist arribà a la costa de Hokkaido al Japó, com a conseqüència d'un terratrèmol, el 12 de juliol de 1993. 202 persones de la petita illa de Okushiri van perdre la vida i hi va haver centenars de ferits.

### 2004 - Tsunami del sud-est asiàtic
El major tsunami de la història recent va tenir lloc al sud-est asiàtic el 26 de desembre de 2004. Va ser engendrat per un sisme a quatre mil metres de profunditat submarí de magnitud 9.0 en l'escala de Richter i epicentre vora l'illa de Sumatra i va causar més de 230.000 víctimes a l'instant (sense comptar les desenes de milers de morts causades per les subsegüents epidèmies). Els països més afectats foren Indonèsia (sobretot la província de Banda Aceh de l'illa de Sumatra) i Sri Lanka, tot i que els efectes devastadors també van arribar al llarg de bona part de les costes de l'oceà Índic: Tailàndia, Malàisia, Bangladesh, Índia, les Maldives i fins i tot Somàlia, Kenya, Tanzània i les Illes Seychelles a l'est de l'Àfrica.
Aquest sisme produiria una cadena de tsunamis que esborrarien literalment del mapa illes, platges i poblacions, que van quedar submergides en una densa capa de llot i aigua.
Les onades, algunes de les quals van arribar als 5 metres d'alçada, i capaces de desplaçar-se a més de 700 km/h, van trigar dues hores a arribar a les costes de l'Índia, i sis a Somàlia i Kenya.
Després de la devastadora acció del mar, es presentava un panorama desolador i, a mesura que la xifra de morts creixia, la comunitat internacional començava a ser conscient de la tragèdia.
Així, l'ajuda internacional va arribar ràpidament a les zones afectades amb l'objectiu de buscar als morts i enterrar-los, però sobretot, per atendre aquells que van quedar vius i localitzar els que el mar no ha retornat encara.
Finalment, el 6 de gener de 2005 es va celebrar una conferència internacional a Jakarta per a discutir l'ajuda que s'enviaria als països afectats, i cinc dies més tard una reunió de donants a Ginebra per comprometre'

#### Tsunami a Indonèsia
La costa oest de l'illa indonèsia de Sumatra, la zona més propera a l'epicentre del terratrèmol, va ser devastada pel tsunami. Més del 70% dels habitants d'alguns pobles costaners van morir.
La xifra de morts en aquest país va ser d'unes 230.000 persones, posteriorment augmentada a causa de fortes pluges en Aceh amb risc de còlera i altres malalties. Com a conseqüència del desastre, unes 600.000 persones van ser desplaçades a camps de refugiats.
Totes les infraestructures van desaparèixer en les àrees més afectades deixant a la gent sense aigua, menjar o refugi. A més, a causa del conflicte separatista que pateix Indonèsia, les organitzacions humanitàries tenien prohibida l'entrada fins que va ocórrer el tsunami i, una vegada van poder entrar, es trobaven amb moltes dificultats a causa de les rivalitats entre escamots i l'exèrcit. El conflicte d'Aceh es va iniciar en 1976 amb la creació del Moviment per a l'Alliberament d'Aceh (GAM), i enfronta aquest escamot amb l'exèrcit indonesi. El GAM lluita per la independència d'aquesta regió per instaurar una república islàmica i, després de pràcticament 30 anys de conflicte, han mort més de 10.000 persones i el conflicte no presenta clares línies de solució.
La província d'Aceh va lluitar per la independència d'Indonèsia motivada per les promeses d'autonomia fetes pel líder independentista, Ahmed Sukarno. No obstant això, després d'aconseguir-se l'objectiu en 1949, les gents d'Aceh no veurien complertes les seves expectatives i es revoltarien contra el govern de Jakarta.
Ja amb l'arribada de la democràcia en 1998 i la inestabilitat del país, l'escamot del GAM augmentaria les seves accions veient la possibilitat d'assolir els seus objectius.
Actualment, el conflicte no presenta vies de solució i l'exèrcit es limita a eliminar físicament el major nombre possible de guerrillers. Abans del 26 de desembre, la regió es trobava sota l'estat d'emergència i estava prohibida l'entrada tant a agències humanitàries com a la premsa internacional.
Aceh és una regió rica en petroli i gas, recursos que garanteixen prop del 17% dels ingressos del país, fet pel qual el govern indonesi no està disposat a concedir la independència de la regió.

#### Tsunami a Sri Lanka
Sri Lanka és el país on més persones han mort a conseqüència del tsunami després d'Indonèsia. Les costes del sud i de l'est han estat arrasades, i llars, collites i vaixells pesquers han estat completament destruïts.
Unes 31.000 persones han mort i milers continuen desaparegudes. A més, prop d'1.000.000 de persones s'han quedat sense llar.
En Sri Lanka també s'han produït problemes amb el repartiment de l'ajuda a causa de la zona nord-oest que controlen els rebels tàmils. La desgràcia del tsunami, en lloc d'unir a les diferents ètnies, sembla que les està separant.
Aquest conflicte enfronta al govern de Sri Lanka contra el grup Alliberament dels Tigres de Tamil Eelam, que va iniciar una ofensiva armada en 1983. L'objectiu d'aquest grup rebel és el d'instaurar un estat per a la població tàmil resident a Sri Lanka, a causa del fet que els 4.000.000 de tàmils es trobaven discriminats política, econòmica i socialment pels 14.000.000 de cingalesos. Des de l'inici de les hostilitats, més de 60.000 persones han mort, centenars de milers han estat desplaçades, i l'economia de Sri Lanka s'ha vist molt perjudicada.
Abans de produir-se la tragèdia del tsunami, el conflicte es trobava en una fase d'alto el foc després de l'acord assolit el febrer de 2002. No obstant això, aquesta situació començava a trontollar a causa d'algunes diferències en les rondes de negociacions que s'estaven portant a terme.
Lamentablement, dona la sensació que el desastre que ha sofert el país no està unint ambdós bàndols i, al contrari, s'estan aguditzant les diferències. Així, els Tigres han acusat al govern central de Colombo de retenir l'ajuda destinada a les àrees tamils del país i utilitzar el desastre com a excusa per enviar tropes a les zones governades per aquests.

#### Tsunami a l'Índia
La costa sud-est de l'Índia, especialment l'estat de Tamil Nadu, va ser la zona més afectada pel desastre.
Prop de 9.000 persones han mort (unes 8.000 en Tamil Nadu), unes 1.000 segueixen desaparegudes, i més de 140.000 indis, la majoria famílies de pescadors, varen anar a centres d'ajuda.
A més, per temor a la propagació de malalties, els metges varen realitzar una campanya de vacunació massiva.

#### Tsunami a Tailàndia
La costa oest de Tailàndia va ser durament castigada, incloent-hi illes perifèriques i complexos turístics. (
Es varen confirmar més de 5.200 persones mortes, de les quals la meitat eren turistes estrangers procedents de 36 països. Es xifren en 2.400 els vaixells de pesca destruïts, 54.000 els animals de granja morts, 6.000 les cases destruïdes, i 50 els col·legis seriosament danyats. Tailàndia va demanar ajuda tècnica per identificar els cadàvers a partir de mostres d'ADN.

#### Tsunami a les Maldives
Vint de les cent noranta-nou illes que conformen Les Maldives varen ser qualificades com "totalment destruïdes".
Com a mínim, 82 persones varen morir i 26 varen desaparèixer. A més, més de 12.000 varen estar desplaçades.

### Xile (2010)
El terratrèmol de Xile del 2010 va ser un fort sisme que va tenir lloc a les 3:34:17 hora local (UTC-3), del 27 de febrer de 2010, i que va assolir una magnitud de 8,8 MW d'acord amb el Servei Sismològic de Xile i al Servei Geològic dels Estats Units. L'epicentre es va ubicar a la costa enfront de la localitat de Cobquecura, aproximadament 150 quilòmetres al nord-oest de Concepción i a 63 quilòmetres al sud-oest de Cauquenes, i a 47,4 quilòmetres de profunditat sota l'escorça terrestre.
Un fort tsunami impactar les costes xilenes com a producte del terratrèmol, destruint diverses localitats ja devastades per l'impacte tel·lúric. L'arxipèlag de Juan Fernández, tot i no sentir el sisme, va ser impactat per les marejades que van arrasar amb el seu únic poblat, Sant Joan Baptista, a l'Illa Robinson Crusoe. L'alerta de tsunami generada per l'oceà Pacífic es va estendre posteriorment a 53 països ubicats al llarg de gran part de la seva conca, arribant al Perú, Equador, Colòmbia, Panamà, Costa Rica, l'Antàrtida, Nova Zelanda, la Polinèsia Francesa i les costes de Hawaii.
El sisme és considerat com el segon més fort en la història del país i un dels deu més forts registrats per la humanitat. Només és superat a nivell nacional pel cataclisme del terratrèmol de Valdivia de 1960, el de major intensitat registrat per l'home mitjançant sismòmetres. El sisme xilè va ser 31 vegades més fort i va alliberar prop de 178 vegades més energia que el devastador terratrèmol d'Haití ocorregut el mes anterior. L'energia alliberada és propera a 100.000 bombes atòmiques com l'alliberada a Hiroshima el 1945.

### Japó (2011)
L'11 de març de 2011 un terratrèmol magnitud 9.0 a l'escala de Richter colpeja Japó.
Després del sisme es va generar una alerta de sisme submarí ( tsunami) per a la costa pacífica del Japó i altres països, inclosos Nova Zelanda, Austràlia, Rússia, Guam, Filipines, Indonèsia, Papua Nova Guinea, Nauru, Hawaii, illes Mariannes del Nord, Estats Units, Taiwan, Amèrica Central, Mèxic i les costes d'Amèrica del Sud, especialment Colòmbia, Equador, el Perú i Xile. L'alerta de tsunami emesa pel Japó va ser la més greu en la seva escala local d'alerta, el que implica que s'esperava una onada de 10 metres d'altura. L'agència de notícies Kyodo ha informat que un tsunami de 4 m d'alçada havia colpejat la Prefectura d'Iwate al Japó. Es va observar un tsunami de 10 metres d'altura a l'aeroport de Sendai, a la prefectura de Miyagi, que va quedar inundat, amb onades que van escombrar cotxes i edificis a mesura que s'endinsaven en terra.
S'haurien detectat, hores més tard, al voltant de 105 rèpliques del terratrèmol, una alerta màxima nuclear i 1.000 vegades més radiació del que produïa el Japó a causa dels incendis ocasionats en una planta atòmica. Es va témer més tard una possible fuita radioactiva.
Finalment el tsunami va assotar les costes de Hawaii i tota la costa sud-americana amb danys mínims gràcies als sistemes d'alerta primerenca liderats pel Centre d'Alerta de Tsunamis del Pacífic.

## Tsunamis a Mallorca
Mallorca també ha rebut l'impacte de tsunamis. El més recent fou el dia 21 de maig de 2003 després d'un moviment tectònic prop d'Algèria i va causar alguns desperfectes a alguns vaixells atracats als ports del sud de l'illa de Mallorca.

## Diferències entre els tsunamis i les marejades
Les marejades es produeixen habitualment per l'acció del vent sobre la superfície de l'aigua, les seves onades solen presentar una ritmicitat de 20 segons, i solen propagar-se uns 150 metres terra endins, com a màxim total, tal com s'observa en els temporals o huracans. De fet, la propagació es veu limitada per la distància, de manera que va perdent intensitat en allunyar-nos del lloc on el vent l'està generant.
Un sisme submarí, en canvi, presenta un comportament oposat, ja que el brusc moviment de l'aigua des de la profunditat genera un efecte de "fuetada" cap a la superfície, el qual és capaç d'aconseguir onades de magnitud impensables. Les anàlisis matemàtiques indiquen que la velocitat és igual a l'arrel quadrada del producte del potencial gravitatori (9,8 m/s²) per la profunditat. Per tenir una idea, si s'agafa la profunditat mitjana de l'oceà Pacífic, que és de 4.000m, donaria una onada que podria moure's a uns 200 m/s, és a dir, a 700 km/h. I, com les ones perden la seva força en relació inversa a la seva mida, ja que té 4.000 m pot viatjar a milers de quilòmetres de distància sense perdre molta força.
Només quan arriben a la costa comencen a perdre velocitat, en disminuir la profunditat de l'oceà. L'alçada de les onades, però, pot incrementar-se fins a superar els 30 metres (el més habitual és una alçada de 6 o 7 m). Els sismes submarins són ones que, en arribar a la costa, no trenquen, al contrari, un sisme submarí només es manifesta per una pujada i baixada del nivell del mar de les dimensions indicades. El seu efecte destructiu rau en la importantíssima mobilització d'aigua i els corrents que això comporta, fent en la pràctica un riu de tota la costa, a més de les onades "normals" que segueixen propagant sobre del sisme submarí i arrasant, al seu pas, amb la qual poc que hagi pogut resistir el corrent.
Les falles presents a les costes de l'oceà Pacífic, on les plaques tectòniques s'introdueixen bruscament sota la placa continental, provoquen un fenomen anomenat "subducció", el que genera sismes submarins amb freqüència. Esfondraments i erupcions volcàniques submarines poden provocar fenòmens similars.
L'energia dels tsunamis es manté més o menys constant durant el seu desplaçament, de manera que, en arribar a zones de menor profunditat, per haver menys aigua de desplaçar, la velocitat s'incrementa de manera formidable. Un sisme submarí que mar endins es va sentir com una ona gran pot, en arribar a la costa, destruir fins a quilòmetres terra endins. Les turbulències que produeix en el fons del mar arrosseguen roques i sorra, el que provoca un dany erosiu a les platges que arriba a alterar la geografia durant molts anys.